# Baeza
Baeza er en by og kommune i det sydlige Spanien i provinsen Jaén. Den har et indbyggertal på 15.677 (2024) indbyggere.